# Katya Douglas
Katya Douglas (* 14. Februar 1936 oder 1938 als Catherine Osborne in Gdynia, Polen) ist eine ehemalige Filmschauspielerin britisch-polnischer Abstammung, die von 1960 bis 1965 in britischen Film- und Fernsehproduktionen auftrat.

## Biografie

### Familie
Katya Douglas’ Vater war der in Yorkshire aufgewachsene britische Schriftsteller Arthur Osborne (1906–1970); ihre Mutter Ludka Lipszyc (1904–1987), die sich später Łucja oder Lucia Osborne nannte, kam aus dem polnischen Teil Schlesiens. Katya Douglas hatte zwei Geschwister: Adam (1939–2003) und Frania (* 1942). Ihr Bruder Adam Osborne wurde in den 1980er-Jahren als Softwareentwickler bekannt und gilt als Pionier des Laptops.

### Name
Als Geburtsname ist Catherine Osborne belegt. Im familiären Umfeld wurde sie vielfach Kitty genannt. Jedenfalls seit ihrer Tätigkeit als Schauspielerin führte sie den Namen Katya Douglas. Ob das ein Künstlername ist oder ob sie den Nachnamen Douglas im Zusammenhang mit einer Eheschließung übernahm, ist nicht belegt. Auch nach dem Ende ihrer Filmkarriere nutzte sie zeitweise – aber nicht durchgängig – den Namen Katya Douglas. 2001 schrieb sie beispielsweise das Vorwort zur Autobiografie ihres Vaters unter diesem Namen, während sie eineinhalb Jahre vorher ein ähnliches Vorwort mit Kitty Osborne unterzeichnet hatte.

### Leben
Arthur Osborne lebte, nachdem er ein Studium der Geschichtswissenschaft am Christ Church in Oxford abgebrochen hatte, etwa zehn Jahre lang in Polen, wo er unter anderem an einer Abendschule in Katowice unterrichtete. Hier lernte er Ludka Lipszyk kennen, die er 1932 heiratete. Nachdem das Paar nach Gdynia an die pommersche Ostseeküste gezogen war, kam dort im Februar 1936 (nach anderen Quellen: 1938) mit Catherine ihr erstes gemeinsames Kind zur Welt. Ein paar Monate später zog die Familie, Lehraufträgen des Vaters folgend, zunächst nach Bangkok und im Frühjahr 1939 schließlich nach Indien. Während der Vater zeitweise in einem japanischen Kriegsgefangenenlager in Thailand interniert war, lebten die Kinder mit der Mutter in den 1940er-Jahren durchgängig im südindischen Bundesstaat Madras im unmittelbaren Umfeld des Guru Ramana Maharshi, zu dessen Anhängern die Mitglieder der Osborne-Familie wurden. Ab 1950 hielten sich die beiden ältesten Kinder einige Jahre lang bei den Großeltern in England auf, wo sie ihre Schulausbildung beendeten. Anschließend kehrte die älteste Tochter nach Südasien zurück, wo sie zunächst in Kalkutta und später in der pakistanischen Stadt Peshawar arbeitete.
Ende der 1950er-Jahre zog Douglas erneut nach Großbritannien. Von 1960 bis 1965 war sie dort als Schauspielerin tätig. Douglas spielte ausschließlich in Nebenrollen. Eine ihrer bekanntesten Rollen hatte sie 1963 in der Agatha-Christie-Verfilmung Der Wachsblumenstrauß, zu der sie als Rosamund Shane „das notwendige Maß an Schönheit“ beisteuerte. Darüber hinaus trat sie in mehreren britischen Fernsehserien auf.
Die 1970er- und 1980er-Jahre verbrachte Douglas zu einem großen Teil mit ihren Kindern in London. Seit den 1990er-Jahren lebt sie in Aschrams in den südindischen Städten Kodaikanal und Tiruvannamalai. 1992 zog ihr Bruder Adam zu ihr, nachdem bei ihm eine Gehirnerkrankung ausgebrochen war. Douglas betreute ihren kranken Bruder bis zu seinem Tod 2003.

### Partnerschaften und Kinder
Eine Eheschließung im Jahr 1955 ist belegt. Die Beziehung zerbrach nach einigen Jahren. 
Seit Mitte der 1960er-Jahre lebte Douglas in einer langjährigen Beziehung mit dem britischen Immobilieninvestor Jack Dellal (1923–2012), aus der zwei Kinder hervorgingen. Der gemeinsame Sohn Rowan (* 1969) ist Unternehmer, die Tochter Jasmine Dellal (* 1972) war zumindest bis 2009 in Großbritannien und den USA als Filmproduzentin tätig. Sie führte zeitweise die Produktionsfirma Little Dust Productions, die nach dem Titel eines Essays ihres Großvaters Arthur Osborne benannt ist. Dieser Essay (For Those with Little Dust) nimmt Bezug auf eine möglicherweise erfundene Anekdote über Buddha, der sich „für die mit wenig Staub“ entschloss, die Menschen zu unterrichten: Zwar gebe es Menschen ohne Staub in den Augen, die seine Lehre nicht nötig hätten, und andere mit verstaubten Augen, die sie ohnehin nicht befolgen würden, aber einige hätten wenig Staub in den Augen und würden mit Hilfe seiner Lehre sehen können.

## Filmografie (Auswahl)

### Spielfilme
- 1960: Der unsichtbare Schatten (The Full Treatment)
- 1962: Der Weg nach Hongkong (The Road to Hong Kong)
- 1962: Kill or Cure
- 1963: Der Wachsblumenstrauß (Murder at the Gallop)
- 1963: Blumen des Schreckens (The Day of the Triffids)

### Fernsehen
- 1961: A Chance of Thunder (Serie, 1 Folge)
- 1962: Disney-Land (Serie, 3 Folgen)
- 1962–1963, 1965: Kennziffer 01 (Zero One) (Serie, 21 Folgen)
- 1963: No Hiding Place (Serie, 1 Folge)